# Kötter Tamás
Kötter Tamás, születési nevén Biczi Tamás (Csorna, 1970. január 8. –) József Attila-díjas magyar író, ügyvéd.

## Életpályája
Kónyban nőtt fel, majd a győri Révai Miklós Gimnáziumban tett érettségit követően Budapestre került, ahol 1989 és 1994 között elvégezte az ELTE Jogi Karát. Ügyvédi irodákban és nagyvállalatok jogi osztályain töltött évei saját bevallása szerint a későbbiekben jelentős élményanyagot szolgáltattak a műveiben ábrázolt karakterekhez, élethelyzetekhez. Jelenleg egy budapesti ügyvédi iroda alapító társtulajdonosa. A kortárs magyar irodalmi életben 2012 június óta jegyzik a nevét, ekkor publikálta a Kiszavaztak, baby c. novelláját a Forrás folyóirat. Ez a munkája a multinacionális – multikulturális társadalom magatartásformáiról, az új kapitalista működési formák vezetőiről értekezik. 2021-ben csatlakozott a Megafon Központ csapatához, ahol a kormánypárti álláspontokat támogató véleményvezérként oszt meg bejegyzéseket és videókat a követőtáborának.

## Díjai
- József Attila-díj, 2024

## Művei
- Üzlet Jeff-fel (Ezredvég, irodalmi folyóirat, XXII. évfolyam, 2012/3. május-június)
- Kiszavaztak, Baby (Forrás, irodalmi folyóirat, 2012/6.)
- Az ördöggel, sápadt holdfénynél (Palócföld irodalmi, művészeti, közéleti folyóirat LVIII. évfolyam 2012/5.)
- Game Over (Ezredvég, irodalmi folyóirat, XXII. évfolyam, 2012/5. szeptember-október)
- A Mars (Eső, irodalmi lap, 2012/3)
- IKEA, vasárnap (Kalligram XXI. évfolyam, 2012. október)
- Ikertornyok (Hévíz művészeti és társadalmi folyóirat XX. évfolyam, 2012/5-6)[1]
- Prága (Opus 20, 2012/5.)[2]
- A nap tegnap után (Apokrif Irodalmi Folyóirat 2013/ Tavasz)[3]
- A dubai herceg fia (Palócföld Irodalmi, művészeti, közéleti folyóirat 2013/2.)
- A küzdelem földje (Hévíz Művészeti és társadalmi folyóirat, 2013/3. szám)
- Give me summer (Forrás irodalmi folyóirat 2013 július-augusztus)
- Hibátlanok (Forrás irodalmi folyóirat 2013 július-augusztus)
- Rablóhalak (Kalligram folyóirat 2013 július-augusztus)
- Krízispont (Apokrif Irodalmi Folyóirat 2013/Nyár)
- Szajónara (Bárka irodalmi folyóirat 2013/4. szám)
- Mozi (Magyar Napló, 2013 szeptember)
- Arany Jaguár - ESŐ Irodalmi Lap 2013/ősz
- Rablóhalak (Kalligram Könyvkiadó, 2013.)
- Dögkeselyűk, (Kalligram Könyvkiadó, 2014.)
- A harcból nincs elbocsátás (Kalligram Könyvkiadó, 2015.)
- IKEA, vasárnap. Regény; Kalligram, Bp., 2017
- Nem kijárat. Apró hazugságok egy férfi életéből. Novellák (Kalligram, Bp. 2019)